# Йоганн Райтель
Йоганн Йозеф Август Райтель (нім. Johann Josef August Raithel; 11 березня 1897, Мюнхен — 29 січня 1961, Гамбург) — німецький офіцер, дипломований інженер (28 квітня 1934), генерал-лейтенант люфтваффе. Кавалер Лицарського хреста Залізного хреста.

## Біографія
Після початку Першої світової війни 5 серпня 1914 року вступив добровольцем в 1-й баварський піший артилерійський полк. 29 жовтня 1914 року поранений. Після лікування 29 грудня 1914 року повернувся в свій полк. 9 травня 1915 року переведений в 23-й баварський піхотний полк. З 28 червня по 21 серпня 1915 року пройшов курс кандидата в офіцери. З 11 березня 1916 року — командир взводу свого полку. З 4 липня по 1 грудня 1916 року пройшов підготовку в 1-му баварському запасному льотному дивізіоні. З 2 грудня 1916 року — спостерігач 295-го льотного дивізіону. 28 лютого 1917 року відряджений в 1-й баварський запасний льотний дивізіон, 21 березня — в 2-ге льотне училище, 26 квітня — в 2-ге, 1 травня — в 1-ше училище спостерігачів. З 2 липня 1917 року — льотчик 291-го льотного дивізіону, з 22 вересня 1917 року — 34-ї винищувальної ескадрильї. 5 лютого 1918 року відряджений в 1-й баварський запасний, 10 березня — в 2-й запасний льотний дивізіон. З 1 травня 1918 року — технічний офіцер 6-го льотного училища. З 18 липня 1918 року — льотчик і технічний офіцер кур'єрської льотної станції Бамберга.
З 1 жовтня 1919 року — офіцер роти 7-ї мототранспортної колони, з 1 жовтня 1920 року — роти 20-го піхотного полку. З 1 жовтня 1929 по 30 вересня 1931 року навчався у Вищому технічному училищі. 1 жовтня 1931 року зарахований в 9-й гірський полк і відряджений в Управління озброєнь сухопутних військ Імперського військового міністерства. 1 травня 1934 року переведений в люфтваффе і призначений командиром ескадрильї винищувальної ескадри «Ріхтгофен». З 1 березня 1935 року — командир групи своєї ескадри, з 1 березня 1936 року — всієї ескадри.
З 1 травня 1938 року — військово-повітряний аташе німецького посольства в Софії. З 10 вересня 1939 року — начальник льотної безпеки Імперського міністерства авіації. З 1 серпня 1940 року — командир 77-ї бомбардувальної ескадри. Учасник битви за Британію та Німецько-радянської війни. З 1 квітня 1942 року — знову начальник льотної безпеки ІМА. З 2 липня 1943 року — генерал військових технологій ІМА. З 15 червня 1944 року — офіцер зв'язку штабу повітряного флоту «Рейх» з командуванням 5-го військового округу. 6 грудня 1944 року переданий в розпорядження запасної авіадивізії. 28 лютого 1945 року звільнений у відставку. 12 травня 1945 року взятий в полон. 12 травня 1947 року звільнений.

## Звання
- Доброволець (5 серпня 1914)
- Єфрейтор (1 травня 1915)
- Фенріх запасу (11 червня 1915)
- Фенріх (11 жовтня 1915)
- Лейтенант (11 березня 1916)
- Оберлейтенант (1 квітня 1925)
- Гауптман (1 квітня 1931)
- Майор (1 грудня 1934)
- Оберстлейтенант (1 січня 1937)
- Оберст (1 квітня 1939)
- Генерал-майор (1 квітня 1942)
- Генерал-лейтенант (1 січня 1945)

## Нагороди
- Залізний хрест
  - 2-го класу (14 жовтня 1915)
  - 1-го класу (1 листопада 1917)
- Хрест «За військові заслуги» (Баварія) 2-го класу з мечами (17 квітня 1916)
- Нагрудний знак пілота (Баварія) (25 серпня 1917)
- Орден «За військові заслуги» (Баварія) 4-го класу з мечами (13 листопада 1917)
- Нагрудний знак «За поранення» в сріблі (3 липня 1918)
- Пам'ятний знак пілота (Баварія) (24 серпня 1920)
- Почесний хрест ветерана війни з мечами (1934)
- Нагрудний знак пілота
- Медаль «За вислугу років у Вермахті»
  - 4-го, 3-го і 2-го класу (18 років; 2 жовтня 1936) — отримав 3 нагороди одночасно.
  - 1-го класу (25 років; 1 вересня 1939)
- Імперський орден Ярма та Стріл (Іспанія; 20 березня 1941)
- Застібка до Залізного хреста 2-го і 1-го класу
- Нагрудний знак «За поранення» в сріблі
- Авіаційна планка бомбардувальника
- Лицарський хрест Залізного хреста (17 жовтня 1941)